# Believe Again
Believe Again (Acredita Outra Vez) é uma canção interpretada por Niels Brinck. Foi escolhida pela Dinamarca para representar o país no Festival Eurovisão da Canção 2009 A música foi composta por Lars Halvor Jensen, Martin M. Larsson e Ronan Keating. A selecção da música dinamarquesa foi através do público dinamarquês no famoso espetáculo Dansk Melodi Grand Prix, que em 2009 se realizou a 31 de Janeiro.
A música foi apresentada na 2º Semi-Final, conseguindo o apuramento para a Grande Final.